# Феоктистов (лунный кратер)
Кратер Феоктистов (лат. Feoktistov) — крупный ударный кратер в северном полушарии обратной стороны Луны. Название присвоено в честь советского инженера, лётчика-космонавта Константина Петровича Феоктистова (1926—2009) и утверждено Международным астрономическим союзом в 1970 г. 

## Описание кратера

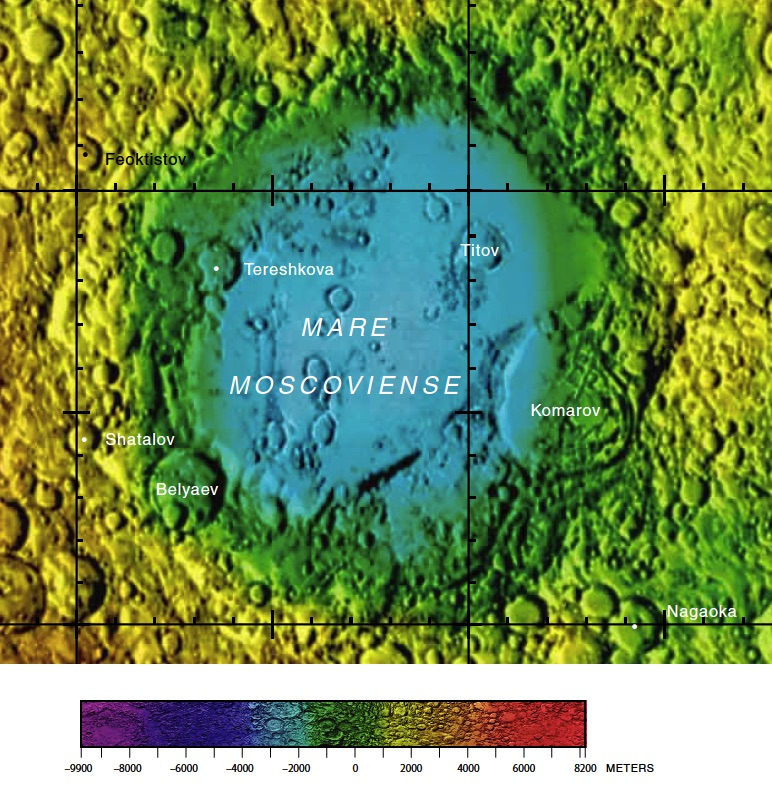
Окрестности кратера Феоктистов. Фрагмент карты обратной стороны Луны.

Ближайшими соседями кратера являются кратер Нейланд на западе-северо-западе, кратер Курчатов на севере и кратер Терешкова на юго-востоке. На северо-западе от кратера располагается цепочка кратеров Курчатова; на юго-востоке расположено Море Москвы. Селенографические координаты центра кратера 30°44′ с. ш. 140°30′ в. д. / 30,73° с. ш. 140,5° в. д., диаметр 22,1 км, глубина 1,85 км. 
Кратер Феоктистов образован в толще пород выброшенных при образовании Моря Москвы. Кратер имеет близкую к циркулярной форму с выступом в северной части и вероятно представляет собой объединение двух кратеров, практически не разрушен. Вал несколько сглажен, в северо-западной и восточной части имеет понижения. Высота вала над окружающей местностью достигает 820 м, объем кратера составляет приблизительно 330 км³. Дно чаши кратера относительно ровное, без приметных структур.

## Сателлитные кратеры

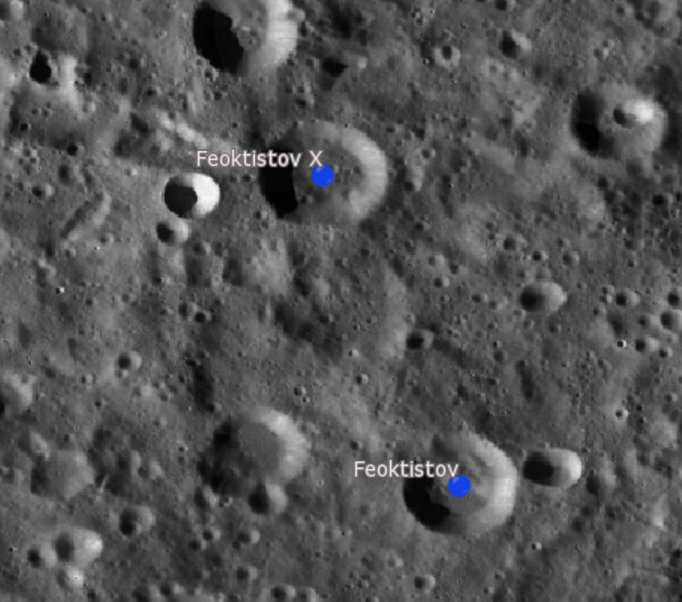
Снимок зонда Lunar Reconnaissance Orbiter.

| Феоктистов | Координаты                                              | Диаметр, км |
| ---------- | ------------------------------------------------------- | ----------- |
| X          | 33°01′ с. ш. 139°29′ в. д. / 33,01° с. ш. 139,49° в. д. | 24,5        |